# Xaltepec, Altotonga
Xaltepec är en ort i Mexiko.   Den ligger i kommunen Altotonga och delstaten Veracruz, i den sydöstra delen av landet, 200 km öster om huvudstaden Mexico City. Xaltepec ligger 1 868 meter över havet och antalet invånare är 109.
Terrängen runt Xaltepec är kuperad åt nordväst, men åt sydost är den bergig. Runt Xaltepec är det ganska tätbefolkat, med 129 invånare per kvadratkilometer. Närmaste större samhälle är Teziutlan, 14,2 km väster om Xaltepec. I omgivningarna runt Xaltepec växer i huvudsak städsegrön lövskog.